# Kordillerák
A Kordillerák (ejtsd: [kordiljérák]) a cirkumpacifikus övnek, közismertebb nevén a tűzgyűrűnek a Csendes-óceán keleti partja mentén húzódó hegylánca, mely közel 15 000 km hosszúságban az amerikai kontinens nagy reliefű nyugati peremét képezi. A hegyvonulat földrajzilag és geológiailag több részre oszlik. Kialakulását geodinamikailag a szubdukciónak köszönhetjük, rövid kivételektől eltekintve a teljes hosszában óceáni kőzetlemez bukik kontinentális kőzetlemez alá. A szubdukció szakaszonként különböző jellege okozza, hogy egyes részein aktív vulkánosság van, más részei e tekintetben inaktívak. Ugyanakkor – szintén a szubdukció miatt – az egész ív erős földrengésaktivitást mutat, a földrengések hipocentrumai sok helyen nagyon látványosan kirajzolják az alábukó kőzetlemezt (Wadati–Benioff zóna). E tekintetben az Andok egyes területeit szokták tankönyvi példaként említeni, illetve ábrán bemutatni. Az északi részen egy hosszabb szakaszon a helyzetet bonyolítja a már alábukott Farallon-lemez, illetve a maradványai, pl. a Juan de Fuca-lemez; emiatt és részben más okokból a hegylánc itt kiszélesedik.

## Nevének eredete
A spanyol cordillera [ejtsd: kordiljéra] szó jelentése ’hegyláncolat’, amely a cuerda ’kötél’ főnévvel van összefüggésben. A Kordillerák kifejezést főleg a Dél-Amerikai Andokra használják, és ritkábban a Csendes-óceán mellett emelkedő részekre. Kolumbiában és Venezuelában a hegy pozíciója szerint hívják Nyugati-, Középső- és Keleti-Kordilleráknak, míg Ecuadorban, Peruban, Bolíviában, Chilében és Argentínában különböző helyi elnevezéseket kaptak.
(Megjegyzendő, hogy a többes szám használata nem is lenne indokolt, mivel a spanyol cordillera már egyes számban is hegységrendszerre utal.)

## Részei
A Kordillerák vonulatai az Aleut-szigetektől Panamán át a dél-amerikai Tűzföldig húzódnak, és a földrész teljes területének mintegy harmadát foglalják el. A hegyvonulat szerkezete komplex: részben tektonikus mozgások, részben pedig vulkáni tevékenység során alakult ki. Észak-Amerikában a hegylánc két vonulata a Nyugati-Kordillerák és a Keleti-Kordillerák. A két nagy vonulat között számos fennsík és medence fekszik, ezek közül a nevezetesebbek: Columbia-fennsík, Colorado-fennsík és a Mexikói-fennsík.
A Keleti-Kordillerák északról dél felé haladva a következő részekből áll: Mackenzie-hegység, Sziklás-hegység, Keleti-Sierra Madre, valamint Közép-Amerika nem vulkanikus hegységei. A hegylánc a Csendes-óceán és a Jeges-tenger, illetve az Atlanti-óceán és a Karib-tenger vízgyűjtő területeinek vízválasztója.
A Nyugati-Kordillerák vonulatához a Cascade-hegység, a Sierra Nevada és a Parti-hegység tartozik. A hegyláncok között hosszanti süllyedékek húzódnak (pl: Kaliforniai-árok).
Dél-Amerikában sok a vulkáni csúcs. Argentínában van a nyugati félteke legmagasabb hegycsúcsa, a 6962 méter magas Aconcagua. A tűzhányók többsége a történelmi idők előtt volt aktív, és számos hegygerinc a hóhatár felett van. A hegyláncok között több völgy, medence és alacsony plató található; ezek adnak otthont a településeknek.